# Pierre-Laurent Aimard
Pierre-Laurent Aimard (Lione, 9 settembre 1957) è un pianista francese.

## Biografia
Entrò inizialmente al Conservatorio di Lione, per poi studiare con Yvonne Loriod. Nel 1973 ricevette il premio per la musica da camera del Conservatoire de Paris. Nello stesso anno vinse la Olivier Messiaen Competition. Nel 1977, su invito di Pierre Boulez, divenne un membro fondatore dell'Ensemble InterContemporain.
Nella sua carriera ha collaborato con direttori come Pierre Boulez, Seiji Ozawa, Zubin Mehta, Charles Dutoit, André Previn, Andrew Davis, e David Robertson. Ha fatto il suo debutto statunitense con la Chicago Symphony Orchestra a 20 anni interpretando la parte solista del Turangalîla-Symphonie di Olivier Messiaen.

## Repertorio
Aimard è particolarmente dedito alla musica contemporanea. Partecipò alle prime di diverse composizioni, come Répons di Pierre Boulez, Klavierstück XIV di Karlheinz Stockhausen, e gli studi numero 11 e 13 di György Ligeti. Ha eseguito anche lavori di compositori più giovani come George Benjamin e Marco Stroppa.

## Discografia
- 1997 - György Ligeti Edition 3: Works for Piano - Études, Musica ricercata (Sony Classical)
- 2000 - Olivier Messiaen: Vingt Regards sur l'Enfant-Jésus (Teldec)
- 2002 - Pierre-Laurent Aimard at Carnegie Hall (Teldec Classics)
- 2004 - Debussy: Images - Études (Warner Classics)
- 2005 - Plays Ravel & Carter (Warner Classics)
- 2008 - Bach: The Art of Fugue (Deutsche Grammophon). La meticolosa preparazione dello Steinway utilizzato per tale registrazione è al centro del docufilm Pianomania (2009)
- 2008 - Messiaen, Hommage à Messiaen - Aimard, (Deutsche Grammophon)
- 2011 - Aimard, Liszt project (Bartok/Berg/Messiaen/Ravel/Scriabin/Wagner) - 200º Anniversario di Liszt, (Deutsche Grammophon)
- 2014 - Bach, Clav. ben temperato I - Aimard (Deutsche Grammophon)